# Flákači (film, 1995)
Flákači (v anglickém originále Mallrats) jsou americká filmová komedie z roku 1995 v režii Kevina Smithe, který je rovněž autorem scénáře. V hlavních rolích se představili Shannen Doherty, Jeremy London, Jason Lee (pro něhož to byla první velká role) a Claire Forlani. Film je o dvou mladících (Lee, London), se kterými se ve stejný den rozešly jejich přítelkyně (Doherty, Forlani) a oni se jdou poflakovat do místního obchodního domu.

## Obsazení
| Shannen Doherty   | Rene Mosierová     |
| Jeremy London     | T.S. Quint         |
| Jason Lee         | Brodie Bruce       |
| Claire Forlani    | Brandi Svenningová |
| Priscilla Barnes  | slečna Ivannah     |
| Michael Rooker    | Jared Svenning     |
| Ben Affleck       | Shannon Hamilton   |
| Joey Lauren Adams | Gwen Turnerová     |
| Renée Humphrey    | Tricia Jonesová    |